# Frédérique Bel
Frédérique Bel (Annecy, Haute-Savoie, Francia, 24 de marzo de 1975) es una actriz francesa.

## Biografía
Estudió Letras Modernas en la Universidad de Ciencias humanas de Estrasburgo (Strasbourg II - Marc Bloch), obteniendo la licenciatura.
Es conocida por su papel de Dorothy Doll, el estereotipo de una rubia, en la secuencia titulada La Minute blonde sur Canal+, pero ella hizo al mismo tiempo varias apariciones en el cine. Notoriamente por su pequeño papel de Miss Francia atolondrada pero atractiva antes de tirar la puesta en marcha de los motores propulsores de una nave espacial en la comedia Un ticket pour l'espace de Éric Lartigau junto a Kad Merad y Olivier Barroux (del dúo de la cadena cómica  Comédie ! Kad et Olivier).
Después interpretó su primer papel protagonista en una comedia romántica de Emmanuel Mouret con Fanny Valette, Dany Brillant y Emmanuel Mouret, muy bien acogida por la crítica: Changement d'adresse. También tuvo un papel protagonista en Vilaine en 2008. Actuó junto a Kad Merad en la película  Safari estrenada en 2009.
Frédérique Bel también ha hecho apariciones en la serie Le Groupe, así como en Un gars, une fille en el papel de Mélanie, la nueva novia de Jean, así como en Livre VI de la serie Kaamelott, como criada de César.
En 2009, fue invitada a cantar en un tema del álbum À la récré (un libro disco de canciones para niños) del grupo Estrasburgoeois Weepers Circus.

## Filmografía seleccionada
- 2003: La Beuze de François Desagnat y Thomas Sorriaux: la chica desnuda en la publicidad.
- 2004: L'Incruste de Alexandre Castagnetti y Corentin Julius: la novia de Céline
- 2004: Largo domingo de noviazgo de Jean-Pierre Jeunet: Una prostituta
- 2004: Tu vas rire mais je te quitte de Philippe Harel: Vanessa
- 2005: Imposture de Patrick Bouchitey: la estudiante con aparato dental.
- 2005: Las muñecas rusas de Cédric Klapisch: Barbara
- 2006: Petits meurtres en famille de Edwin Baily: Madeleine
- 2006: Un ticket pour l'espace de Éric Lartigau: Miss France
- 2006: Camping de Fabien Onteniente: Christy Bergougnoux
- 2006: Changement d'adresse de Emmanuel Mouret: Anne
- 2007: Tel père telle fille, de Olivier de Plas: Catherine
- 2007: Ma vie n'est pas une comédie romantique, de Marc Gibaja
- 2007: Un baiser s'il vous plaît, de Emmanuel Mouret: Câline
- 2008: Les Dents de la nuit, de Vincent Lobelle: Alice
- 2008: Vilaine, de Jean-Patrick Benes: Aurore
- 2008: Mes stars et moi, de Lætitia Colombani: la maquilladora de Emmanuelle Béart
- 2008: Sous le fard de Maud Ferrari (corto-metraje)
- 2009: Safari, de Olivier Baroux: Fabienne
- 2009: Fais-moi plaisir, de Emmanuel Mouret: Ariane
- 2009: La Grande Vie (II) de Emmanuel Salinger: Odile
- 2009: Lascars de Albert Pereira-Lazaro y Emmanuel Klotz: Voz de Manuella Lardu
- 2009: Une place à prendre, de Charles Meurisse :-->
- 2010: Les Aventures extraordinaires d'Adèle Blanc-Sec de Luc Besson
- 2011: Les Nuits rouges du Bourreau de Jade
- 2014: Dios mío, ¿pero qué te hemos hecho?

## Traducción
- Datos: Q465157
- Multimedia: Frédérique Bel / Q465157